# 雅克-1戰鬥機

雅克-1型戰鬥機，是蘇聯在二戰初期最優秀的戰鬥機，並且後來被改良成雅克-3和雅克-9型，成為蘇聯螺旋槳戰鬥機中產量最大的雅克系列的元祖。

## 歷史
在1939年，蘇聯在參考了西班牙內戰和抗日戰爭的經驗後，發覺到需要有優於以前伊-16的新型戰鬥機，要求是有較流線型的外型和可以由鋼管和木材構成機體，並盡可能使用無線電通信設備。
結果由新出道的設計師亞力山大·雅克列夫的設計中標。
在蘇德戰爭爆發後，本機成為了蘇聯空軍的中流砥柱，不只是比過時的伊15和伊-16有較佳的戰果，就算是同期的拉格-3戰鬥機和米格-3戰鬥機仍有明顯優勢。
但受到德國空軍空襲破壞了眾多飛機廠後，向後方撤退的新廠只能以較差的材料生產飛機，故本機在1942年停產，改為生產其後繼型雅克-3型和雅克-9型戰鬥機。
雅克設計局尚設計出雅克-5型和雅克-7型戰鬥機，但都被當作教練機的雙座機型，產量也較少。

## 參數和外觀
本機為一液冷發動機的低單翼單發單座螺旋槳戰鬥機，使後三點收放式起落架和三葉螺旋槳，和其改良型不同的地方是使用流線型而非氣泡座艙。
性能：使用一部M-105R液冷V型十二汽缸發動機，功率925千瓦，極速每小時六百公里，升限一萬公尺，航程850公里，初始上升率每分鐘一千二百公尺。
武裝：一門20毫米機炮，一挺12.7毫米機槍，可掛一百公斤炸彈或六枚空用火箭。
尺寸和重量：翼展10公尺，機長8.48公尺，高度2.64公尺，空重2347公斤，最大起飛重量2847公斤。

### 各國二戰初期的戰鬥機
- 德國
  - Bf 109戰鬥機
- 英國
  - 噴火戰鬥機
  - 颶風戰鬥機
- 美國
  - P-36
  - P-39
  - P-40
  - F2A
  - F4F
- 意大利
  - CR.42
- 日本
  - 九六式艦上戰鬥機
  - 零式艦上戰鬥機
- 法國
  - M.S. 406
  - D.520

### 其他戰時的蘇聯著名作戰飛機
- 戰鬥機
  - 伊-15
  - 伊-16
  - La-5
  - Yak-3
  - Yak-9
- 攻擊機
  - IL-2
- 轟炸機
  - IL-4
  - Pe-2
- 教練機
  - Po-2